# U-586
El submarí alemany U-586 va ser un submarí tipus VIIC construït per a la Kriegsmarine de l'Alemanya nazi per al servei durant la Segona Guerra Mundial. Se li va col·locar la quilla l'1 d'octubre de 1940 per Blohm & Voss a Hamburg com a número de drassana 562, avarat el 10 de juliol de 1941 i assignat el 4 de setembre de 1941 sota el comandament del Kapitänleutnant Dietrich von der Esch.

## Disseny
Els submarins alemanys de tipus VIIB van ser precedits pels submarins de tipus VIIC més curts. L'U-593 tenia un desplaçament de 769 tones (757 tones llargues) quan estava a la superfície i de 871 tones (857 tones llargues) mentre estava submergit. Tenia una longitud total de 67,10 m (220 peus 2 polzades), una longitud del casc a pressió de 50,50 m (165 peus 8 polzades), una mànega de 6,20 m (20 peus 4 polzades), una alçada de 9,60 m (31 peus 6 polzades) i un calat de 4,74 m (15 peus 7 polzades). El submarí estava propulsat per dos motors dièsel sobrealimentats de sis cilindres i quatre temps Germaniawerft F46, produint un total de 2.800 a 3.200 cavalls de potència (2.060 a 2.350 kW; 2.760 a 3.160 shp) per al seu ús a la superfície, dos motors elèctrics de doble efecte GG UB 720/8 Brown, Boveri & Cie que produïen un total de 750 cavalls de potència (75500 kW); shp) per utilitzar-lo submergit. Tenia dos eixos i dues hèlixs d'1,23 m (4 peus). El vaixell era capaç d'operar a profunditats de fins a 230 metres (750 peus).
El submarí tenia una velocitat màxima en superfície de 17,7 nusos (32,8 km/h; 20,4 mph) i una velocitat màxima submergida de 7,6 nusos (14,1 km/h; 8,7 mph). Quan estava submergit, el vaixell podia operar durant 80 milles nàutiques (150 km; 92 milles) a 4 nusos (7,4 km/h; 4,6 mph); mentre que a la superfície podia viatjar 8.500 milles nàutiques (15.700 km; 9.800 milles) a 10 nusos (19 km/h; 12 mph).
L'U-586 estava equipat amb cinc tubs de torpedes de 53,3 cm (21 polzades) (quatre muntats a la proa i un a la popa), catorze torpedes, un canó naval SK C/35 de 8,8cm (3,46 polzades), 220 projectils i un canó antiaeri C/30 de 2 cm (0,79 polzades). El vaixell tenia una tripulació de d'entre 44 i 60 oficials i mariners.

## Historial de serveis
El servei del vaixell va començar el 4 de setembre de 1941 amb entrenament com a part de la 6a Flotilla d'U-boat. Va ser transferida a la 11a Flotilla l'1 de juliol de 1942 i després a la 13a Flotilla  l'1 de juny de 1943. Poc més tard, l'1 d'octubre de 1943, va tornar a la 6a Flotilla, i després a la 29a Flotilla al Mediterrani.
En 13 patrulles va enfonsar dos vaixells mercants per un total de 12.716 tones de registre brut (TRB), més un vaixell mercant danyat.

### Llopades
Va participar en deu llopades:
- Robbe (15-24 de gener de 1942)
- Greif (14-29 de maig de 1942)
- Nebelkönig (27 de juliol - 14 d'agost de 1942)
- Boreas (19-26 de novembre de 1942)
- Taifun (2-4 d'abril de 1943)
- Jahn (31 d'octubre - 2 de novembre de 1943)
- Tirpitz 3 (2-8 de novembre de 1943)
- Eisenhart 5 (9-15 de novembre de 1943)
- Schill 2 (17-22 de novembre de 1943)

Weddigen (22-25 de novembre de 1943)

### Destí
Va ser enfonsat mentre estava al costat de Missiessy East Quay, Toló, per un atac aeri de bombarders B-24 Liberators de la 15a Força Aèria de l'USAAF el 5 de juliol de 1944.

## Historial d'atacs
| Data                  | Nom            | Nationalitat | Tonatge (GRT) | Destí    |
| --------------------- | -------------- | ------------ | ------------- | -------- |
| 9 de febrer de 1942   | Anna Knudsen   | Noruega      | 9,057         | Danyat   |
| 2 de novembre de 1942 | Empire Gilbert | Regne Unit   | 6,640         | Enfonsat |
| 9 de març de 1943     | Puerto Rican   | Estats Units | 6,076         | Enfonsat |